# Калинино (Тюменская область)
Кали́нино — село в Викуловском районе Тюменской области России. Административный центр Калининского сельского поселения.

## География
Село находится в восточной части Тюменской области, в таёжной зоне, в пределах юго-западной части Западно-Сибирской низменности, на берегах реки Барсук, на расстоянии примерно 12 км (по прямой) к востоку от села Викулово, административного центра района. Абсолютная высота — 73 м над уровнем моря.
Климат
Климат континентальный с суровой холодной зимой. Годовое количество осадков — 417 мм. Средняя температура января составляет −18,9 °C, июля — +18 °C. Продолжительность периода с
устойчивым снежным покровом — 161 день.
Часовой пояс
Село Калинино, как и вся Тюменская область, находится в часовой зоне МСК+2. Смещение применяемого времени относительно UTC составляет +5:00.

## История
В 1926 году в селе Калининском имелось 259 хозяйств и проживало 1192 человека (561 мужчина и 631 женщина). В административном отношении являлась центром Калининского сельсовета Викуловского района Ишимского округа Уральской области.

## Население
| 2010 |
| ---- |
| 489  |

Гендерный состав
По данным Всероссийской переписи населения 2010 года в гендерной структуре населения мужчины составляли 50,5 %, женщины — соответственно 49,5 %.
Национальный состав
Согласно результатам переписи 2002 года, в национальной структуре населения русские составляли 95 % из 615 чел.

## Улицы
Уличная сеть села состоит из девяти улиц и одного переулка.